# 在日台湾同郷会
在日台湾同郷会（ざいにちたいわんどうきょうかい）は、在日台湾人の相互扶助と親睦を計ることを目的に1973年2月17日に創立された団体。在日台湾人とその配偶者や子女を正会員としている。

## 主な活動
在日台湾人同士の交流促進と日本国民に台湾を知ってもらうことを目的とした講演会・座談会・音楽会・食事会などを催している。